# Trånghalla kyrka
Trånghalla kyrka är en kyrkobyggnad i Jönköpings kommun. Den är församlingskyrka i Bankeryds församling, Växjö stift. Kyrkan invigdes 1969.

## Orgel
- Orgeln är byggd 1970 av Åkerman & Lund orgelbyggeri, Knivsta. Orgeln är mekanisk och crescendosvällaren för är för alla stämmor i manualen utom Principal 4'.

| Manual            | Pedal      | Koppel   |  |
| Gedackt 8’        | Subbas 16’ | Man/Ped. |  |
| Principal 4’      |            |          |  |
| Rörflöjt 4'       |            |          |  |
| Kvintadena 4' B   |            |          |  |
| Waldflöjt 2'      |            |          |  |
| Sifflöjt 1'       |            |          |  |
| Sesquialtera D    |            |          |  |
| Crescendosvällare |            |          |  |

### Fotnoter
1. ↑  ”Trånghalla kyrka”. Kyrkokartan. http://www.kyrkokartan.se/055790/Tr%C3%A5nghalla_kyrka/. Läst 29 december 2014.